# Villa Pagani
Villa Pagani si trova in piazza San Francesco di Paola 1 a Firenze.

## Storia
La villa costituisce un importante esempio dello stile eclettico a Firenze, pochi anni prima che si diffondesse lo stile Liberty. Fu infatti realizzata da Adolfo Coppedè tra il 1896 e il 1899, prima che egli venisse suggestionato dalle novità della Secessione viennese.

## Descrizione
L'edificio, a base trapezoidale che segue l'andamento della piazza all'angolo con via di Bellosguardo, è caratterizzato innanzitutto dalla torre panoramica, a pianta ottagonale, che grazie al rilievo collinare ed alla vicinanza col centro, gode di una straordinaria vista sulla città. La torre, così come la villa, si ispira ai canoni dell'architettura fiorentina manierista, reinterpretandone gli elementi in chiave scenografica e fantasiosa.
La torre per esempio presenta un bugnato in pietra forte fino al secondo piano, che prosegue sugli spigoli con linee spezzate, alternandosi alla muratura in cotto a vista; vi si aprono finestre ad arco con archi pure incorniciati da bugne, mentre la loggia finale, oltre la cornice marcapiano, è scandita da aperture ad arco a tutto sesto con balaustra in pietra e coronata da un cornicione scultoreo e della terrazza, con sfere decorative in pietra agli angoli.
La villa, dai classici pian terreno, piano nobile e secondo piano, presenta il bugnato rustico al pian terreno, mentre al primo piano gli elementi in pietra, come le finestre dai timpani sostenuti da mensole o la terrazza-loggetta su mensoloni, spiccano sull'intonaco rossastro.
Qua e là si trovano elementi curiosi, come mascheroni, iscrizioni, volute e urne (queste ultime nei timpani spezzati delle aperture al piano nobile).

## Galleria d'immagini

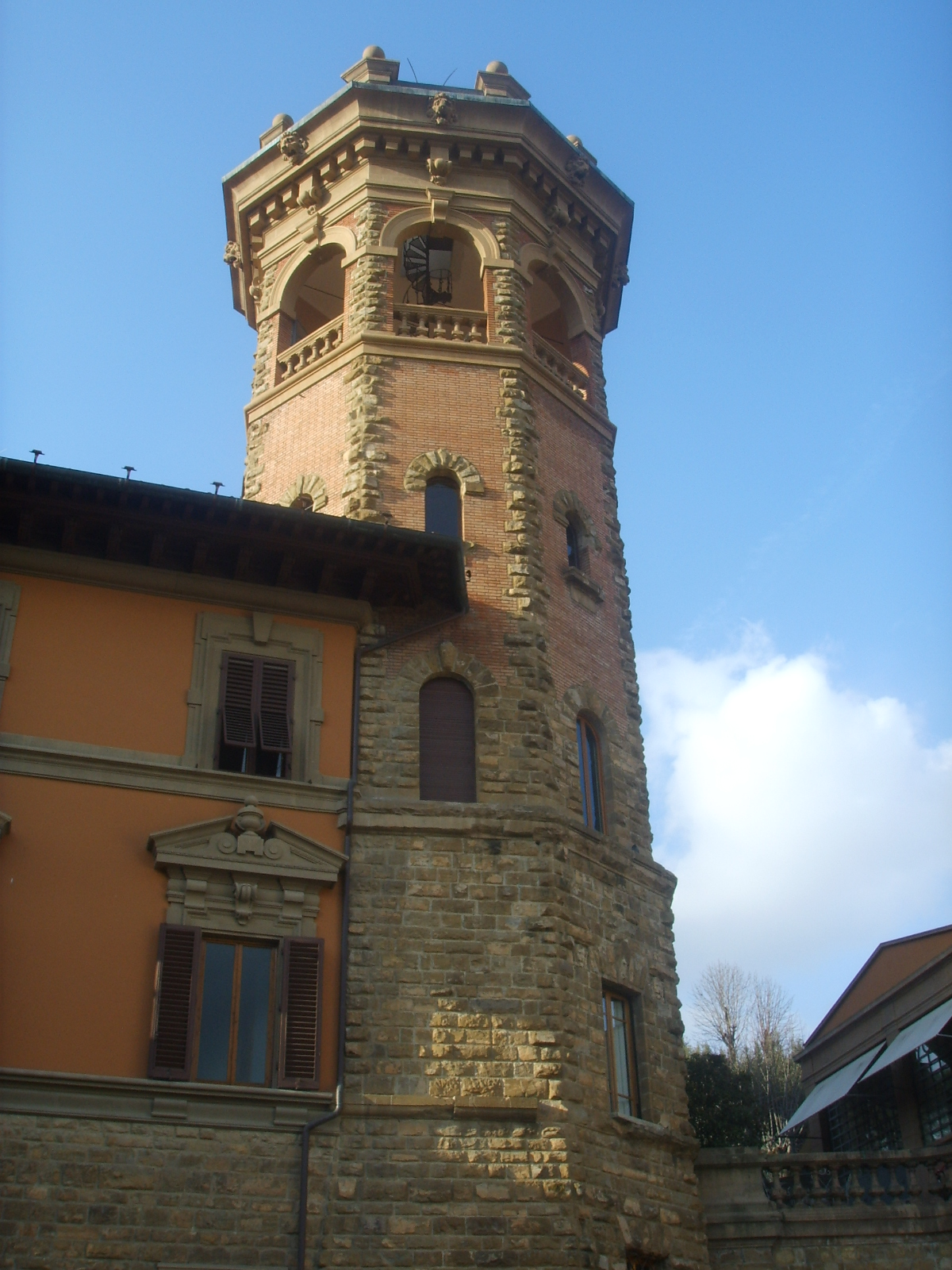
La torretta
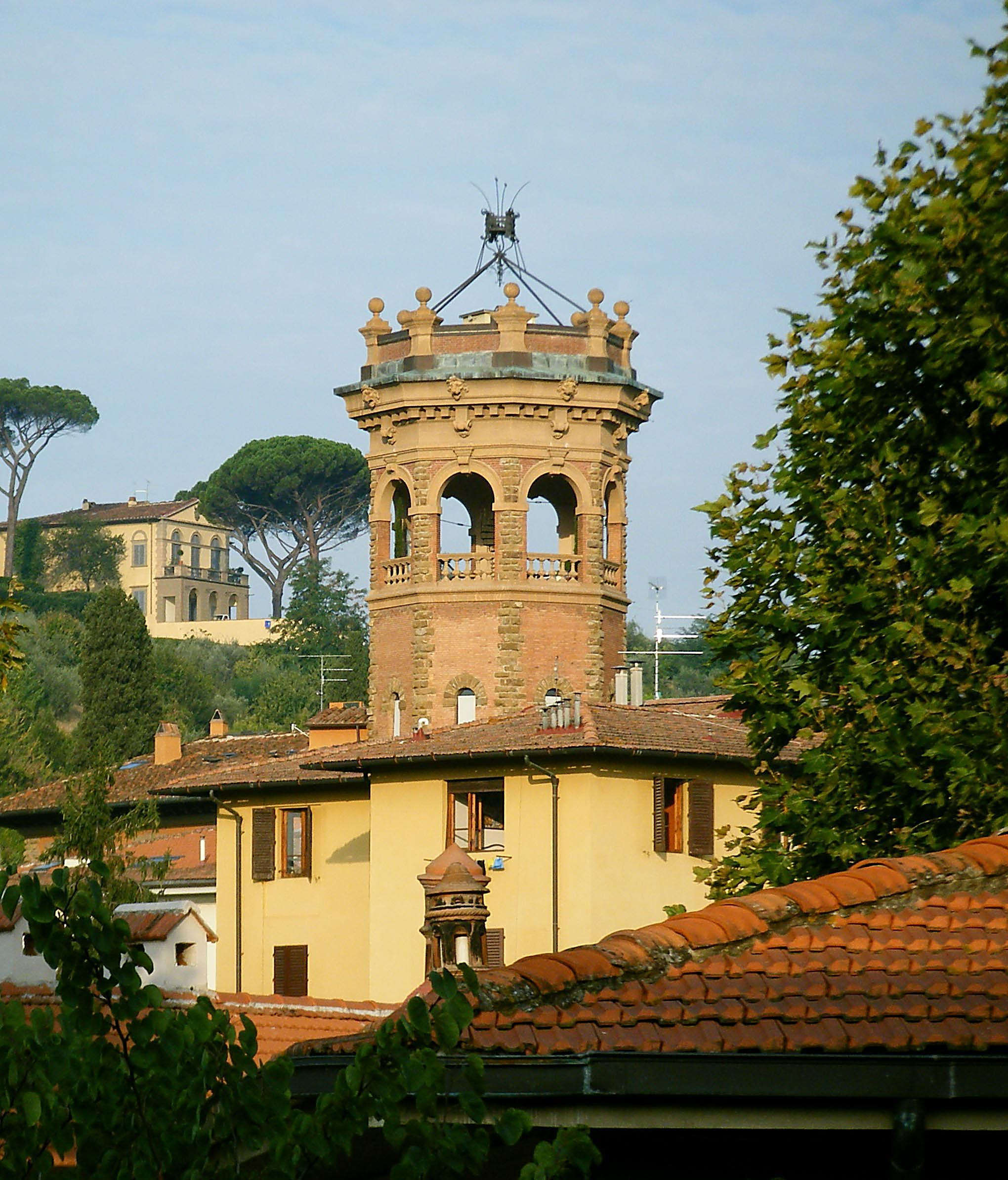
La torretta da un'altra angolazione. Sullo sfondo la Villa Brichieri-Colombi sulla collina di Bellosguardo
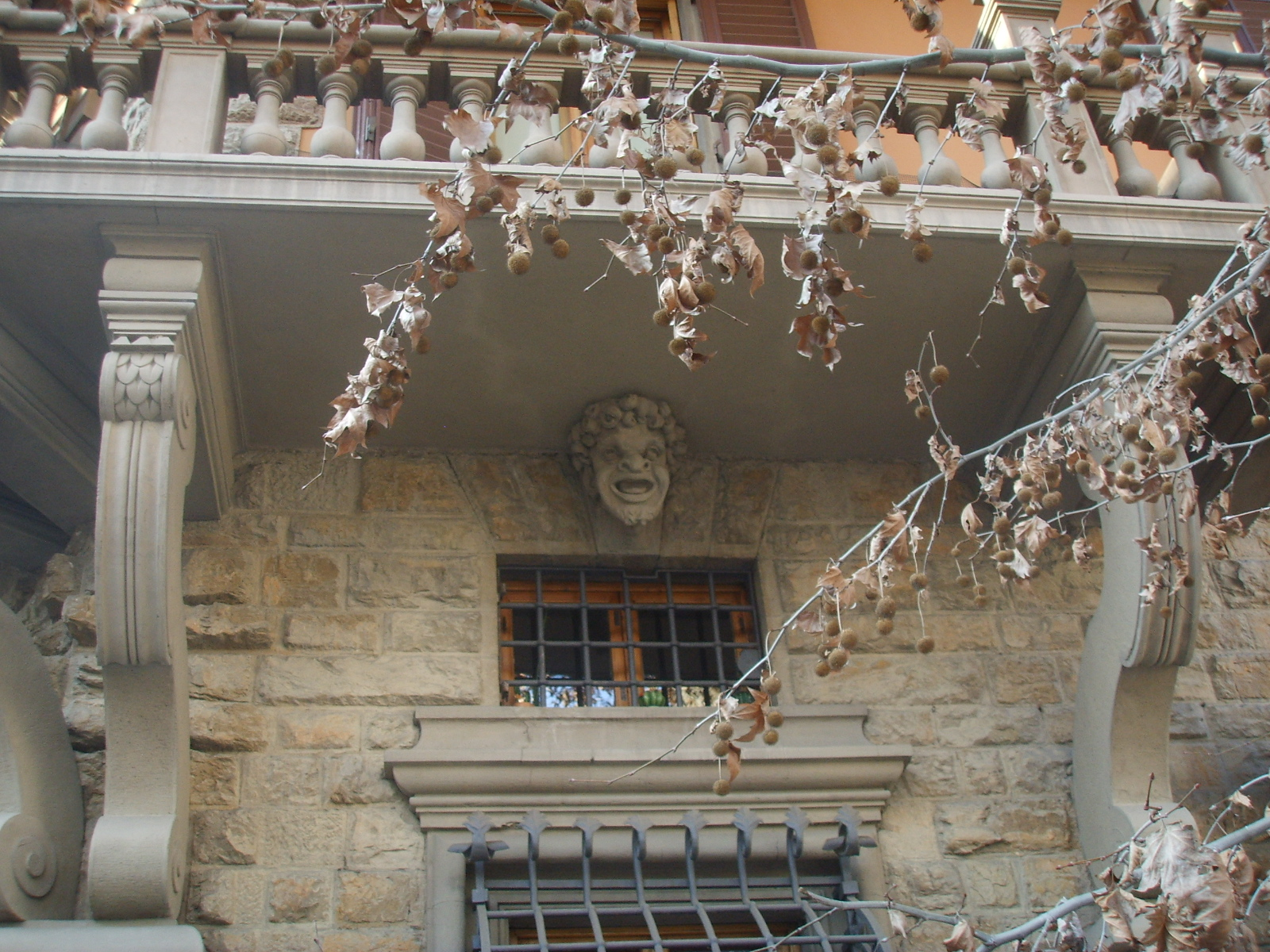
Mascherone
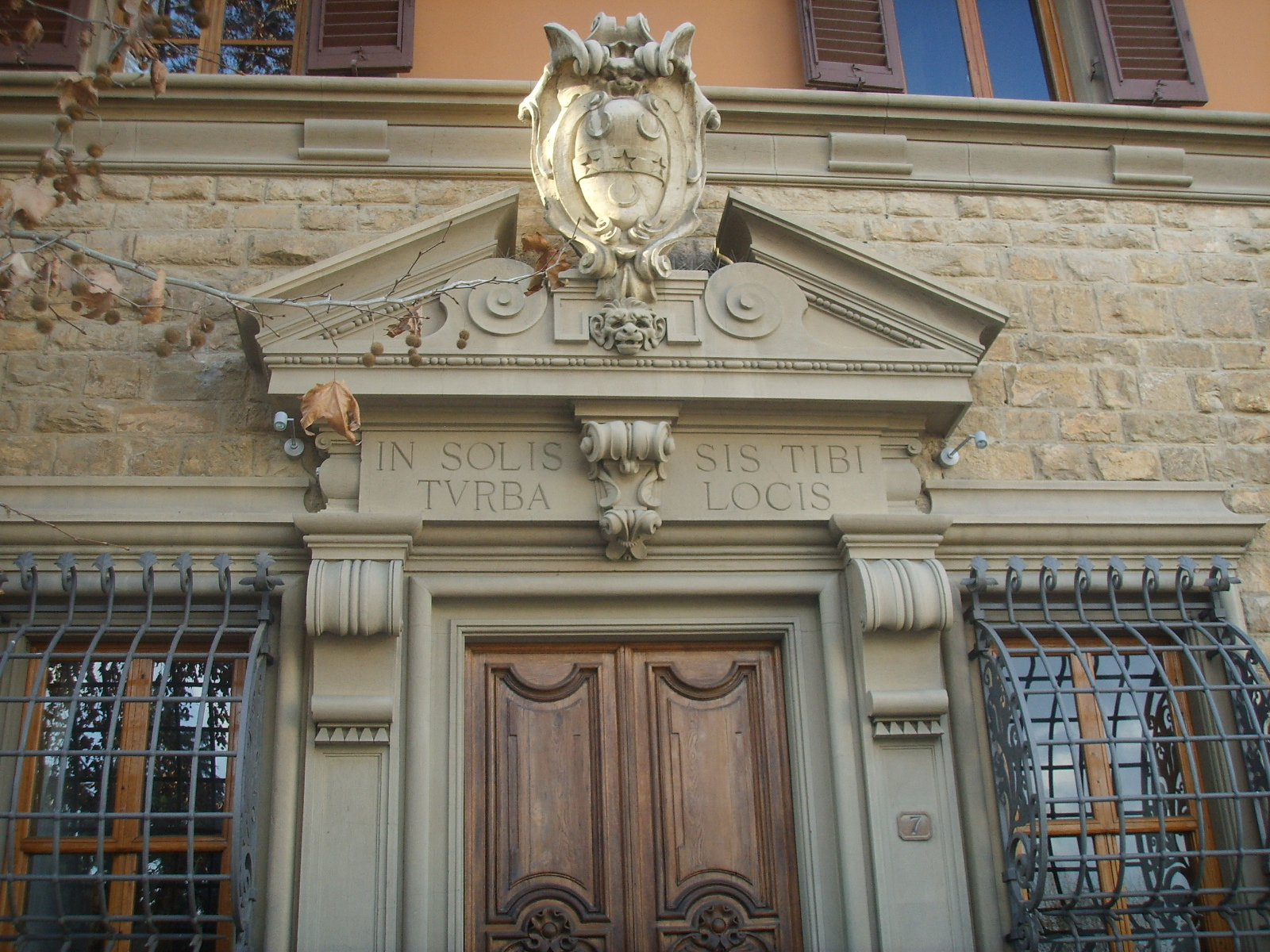
Portale con stemma Pagani